# Giuseppe Zamberletti
Giuseppe Zamberletti (Varese, 17 dicembre 1933 – Varese, 26 gennaio 2019) è stato un politico italiano, considerato il padre fondatore della moderna protezione civile italiana.
A Zamberletti si devono infatti la nascita del Dipartimento della Protezione Civile della Presidenza del Consiglio, l'introduzione del concetto di previsione e prevenzione distinto dalle attività di soccorso, l'organizzazione del servizio nazionale in tutte le sue componenti, la valorizzazione degli enti locali e del volontariato ed anche l'avvio della riforma del settore che culminerà con l'approvazione della legge 24 febbraio 1992, n. 225.

## Biografia

### I primi anni

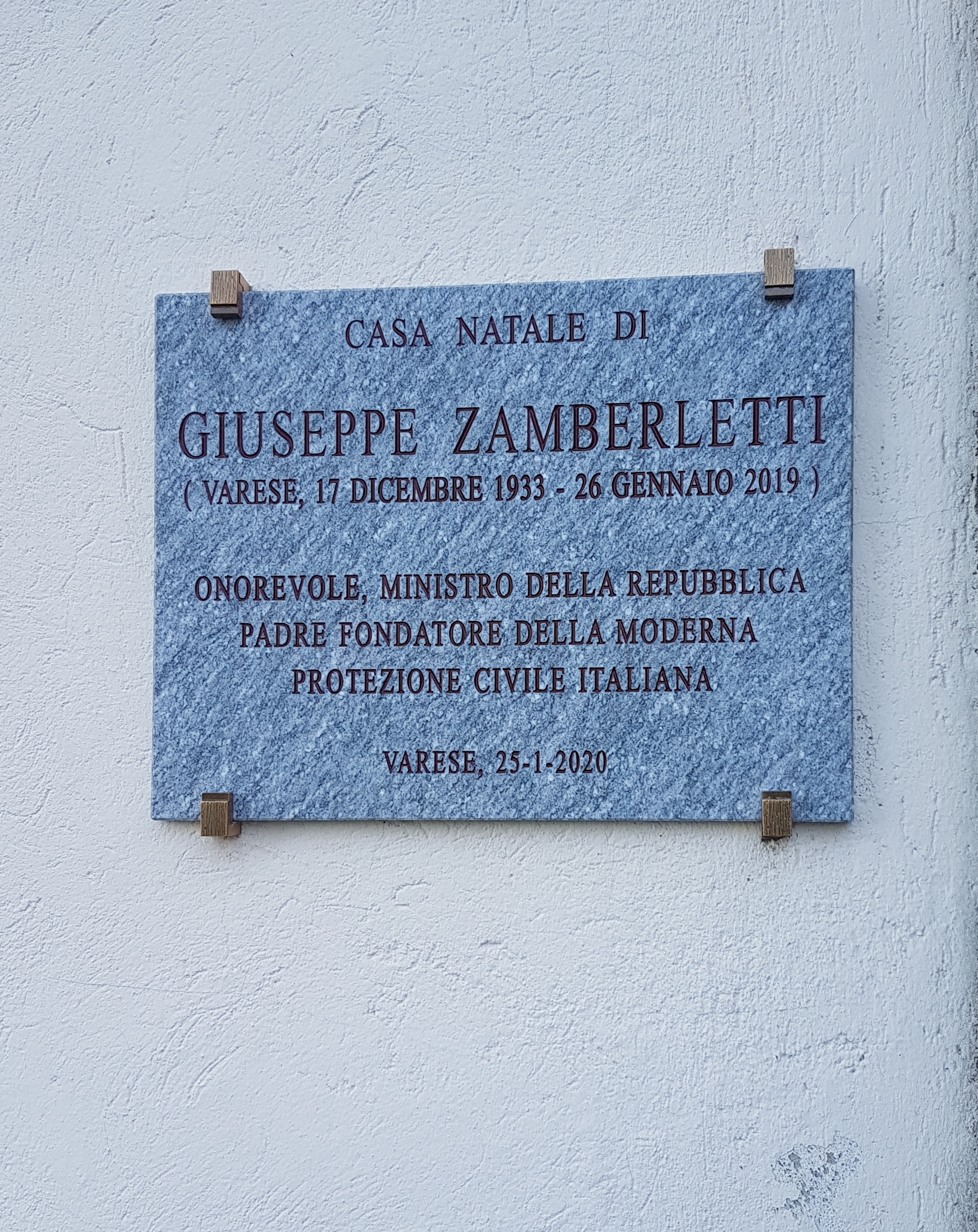
Targa commemorativa posta sulla facciata dell'ex albergo Camponovo, casa natale di Giuseppe Zamberletti (Sacro Monte di Varese)

Nasce e vive la sua giovinezza a Santa Maria del Monte, frazione della città di Varese, racchiusa nel Sacro Monte, luogo di pellegrinaggio patrimonio dell'umanità. Figlio dei gestori dell'albergo Camponovo, la più grande struttura ricettiva del borgo, è fratello maggiore di Domenico, detto "Domenichino", morto in giovane età in odore di santità e proposto per la beatificazione.

### Impegno politico
È stato parlamentare per diverse legislature: il 18 maggio 1968 viene eletto, per la prima volta, alla Camera dei deputati nella Circoscrizione Como - Sondrio - Varese per la Democrazia Cristiana ed entra a far parte dell'Assemblea parlamentare del Consiglio d'Europa. Rieletto deputato il 7 maggio 1972, entra a far parte del Governo come Sottosegretario all'Interno nel IV e V Governo Moro e nel III Governo Andreotti, con delega per la Pubblica sicurezza e per il Corpo nazionale dei Vigili del Fuoco e Protezione civile. Nel I e II Governo Cossiga ricopre l'incarico di Sottosegretario agli Affari esteri.
Zamberletti si è trovato a gestire emergenze derivanti dai terremoti in Friuli nel 1976 e in Irpinia nel 1980 quale Commissario del Governo incaricato del coordinamento dei soccorsi, che furono opinatamente e poco incisivamente gestiti nel secondo evento, nonostante l'ingenza di fondi. Zamberletti rimase persino coinvolto nell'inchiesta Mani sul terremoto, avviata nel 1990 dalla Commissione parlamentare d'inchiesta riguardo alle irregolarità e le speculazioni nell'uso del denaro pubblico durante il processo di ricostruzione in Irpinia.
Una volta nominato Ministro per il coordinamento della protezione civile (1982), cercò di incidere profondamente sul sistema di coordinamento delle strutture operative e delle risorse possedute dallo Stato.
Nell'estate del 1979 si occupò, su delega del primo ministro Giulio Andreotti, dell'operazione di salvataggio dei Boat people, profughi vietnamiti in fuga dal Vietnam occupato dal regime del Vietnam del Nord. L'operazione coinvolse le tre navi della Marina Militare Italiana: l'incrociatore Andrea Doria, l'incrociatore Vittorio Veneto e la nave d'appoggio Stromboli. La spedizione, unica nel suo genere poiché si svolse senza scalo, si concluse con il salvataggio di circa 900 persone che verranno poi accolte definitivamente nel territorio italiano grazie all'appoggio di gruppi di volontariato come la Croce Rossa e la Caritas Italiana.
In seguito ai terremoti verificatisi in Campania e in Basilicata, con il decreto-legge 27 febbraio 1982, n. 57, convertito nella legge n. 187/1982, per far fronte all'emergenza, il governo nominò Zamberletti Commissario Straordinario, ai sensi della legge 8 dicembre 1970, n. 996.
Nel giugno del 1981, anche in seguito al clamore e alle polemiche dovute al caso del mancato soccorso al piccolo Alfredino Rampi, con il decreto-legge n. 57 del 27 febbraio 1982, convertito nella legge n. 187/1992, Zamberletti viene nominato Ministro per il coordinamento della protezione civile, che nella sua attività si avvarrà del Dipartimento della Protezione Civile, istituito con DPCM del 22 giugno 1982, con a capo Elveno Pastorelli, il comandante dei vigili del fuoco di Roma che aveva coordinato le iniziative di salvataggio di Alfredo Rampi.
Nel Governo Spadolini I è nominato alto commissario presso il Ministero dell'Interno per la predisposizione degli strumenti amministrativi e normativi necessari ad attuare il coordinamento dei servizi concernenti la Protezione civile; è nominato Ministro per il coordinamento della protezione civile nel II Governo Spadolini, nel Governo Craxi I e Craxi II e infine nel Governo Fanfani VI, nel quale rivestirà anche la carica di Ministro dei lavori pubblici (con funzione di coordinamento della Protezione civile).
Appassionato radioamatore, nominativo I0ZME, coinvolse i radioamatori in diverse operazioni di protezione civile.
Nel 1987 viene rieletto deputato per la sesta volta; nella successiva legislatura (XI) fu eletto al Senato.
Dal 1988 è presidente dell'IGI (Istituto Grandi Infrastrutture) e dal 1995 presiede il forum europeo dell'impresa generale. Dal 1989 al 1992 presiede il comitato promotore del Premio Chiara, concorso letterario istituito a Varese alla memoria dello scrittore Piero Chiara.
Ha fatto parte della Commissione Difesa della Camera dei deputati, dell'Assemblea dell'Atlantico del Nord e della Commissione parlamentare d'inchiesta sul terrorismo in Italia e sulle cause della mancata individuazione dei responsabili delle stragi.

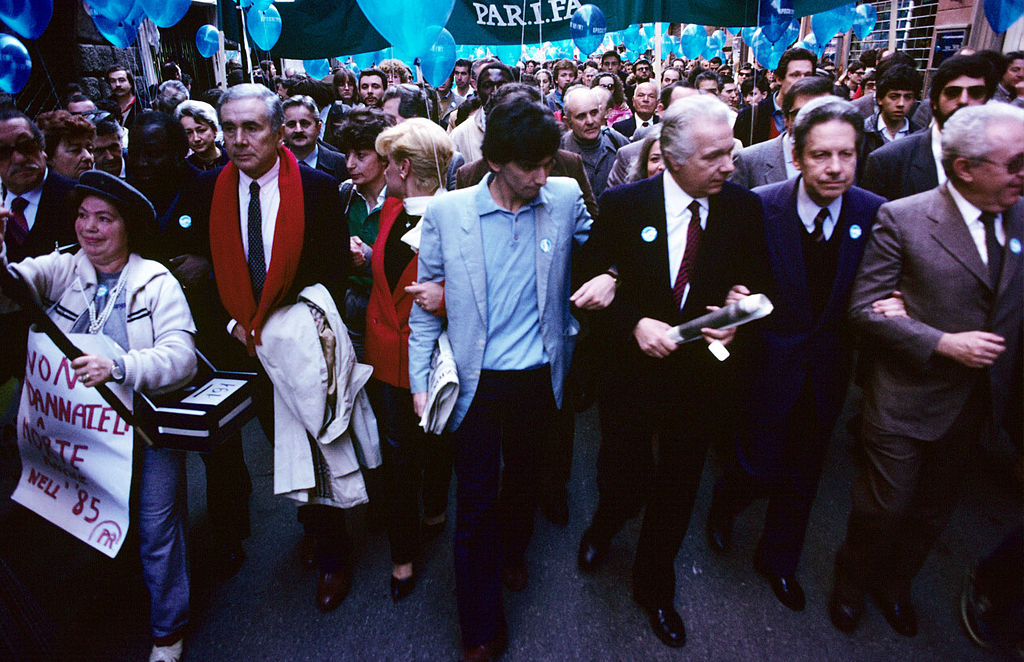
Roma, 1985, Marcia della Pace: Enzo Tortora, Adelaide Aglietta (dietro), Giovanni Negri, Loris Fortuna, Flaminio Piccoli, Giuseppe Zamberletti

Nel 1992 viene eletto al Senato, dove entra a far parte della Commissione Difesa.
Nel 1994 assistette allo scioglimento della Democrazia Cristiana in seguito all'inchiesta Mani Pulite e al processo per mafia a Giulio Andreotti.
Il 21 maggio 1996 gli viene conferita dal Presidente della Repubblica l'onorificenza di Cavaliere di Gran Croce.
Il 3 novembre 1996 l'Università di Udine gli ha conferito la laurea in Ingegneria civile Honoris Causa per la Difesa del suolo e la pianificazione territoriale.
Ha inoltre ricoperto fino alla prima metà del 2013 l'incarico di presidente del consiglio d'amministrazione della società Stretto di Messina, attribuitogli il 27 maggio 2002 con DPCM. È stato inoltre presidente di ISPRO (Istituto per le ricerche e gli studi sulla protezione e la difesa civile).
Il consiglio comunale di Montelupo Fiorentino gli ha conferito all'unanimità, il 22 maggio 2015, la cittadinanza onoraria.
Anche la città di Casale Monferrato gli ha conferito la cittadinanza onoraria, nel 1986, a seguito del suo fattivo contributo per la soluzione dei problemi causati da un inquinamento doloso dell'acquedotto comunale, per colpa di scarichi abusivi di rifiuti industriali.
Da tempo malato, muore il 26 gennaio 2019, all'età di 85 anni, all'Ospedale di Circolo di Varese. Venne dichiarato il lutto cittadino. I funerali di Stato vengono celebrati il 29 gennaio dall'arcivescovo di Milano Mario Delpini nella basilica di San Vittore a Varese, alla presenza del presidente della Repubblica Sergio Mattarella, del presidente del Consiglio Giuseppe Conte e di numerosi ministri. Dopo la celebrazione viene sepolto nella tomba di famiglia nel cimitero di Santa Maria del Monte. Pochi mesi dopo si spegne anche la moglie Giovanna Bertazzoni.

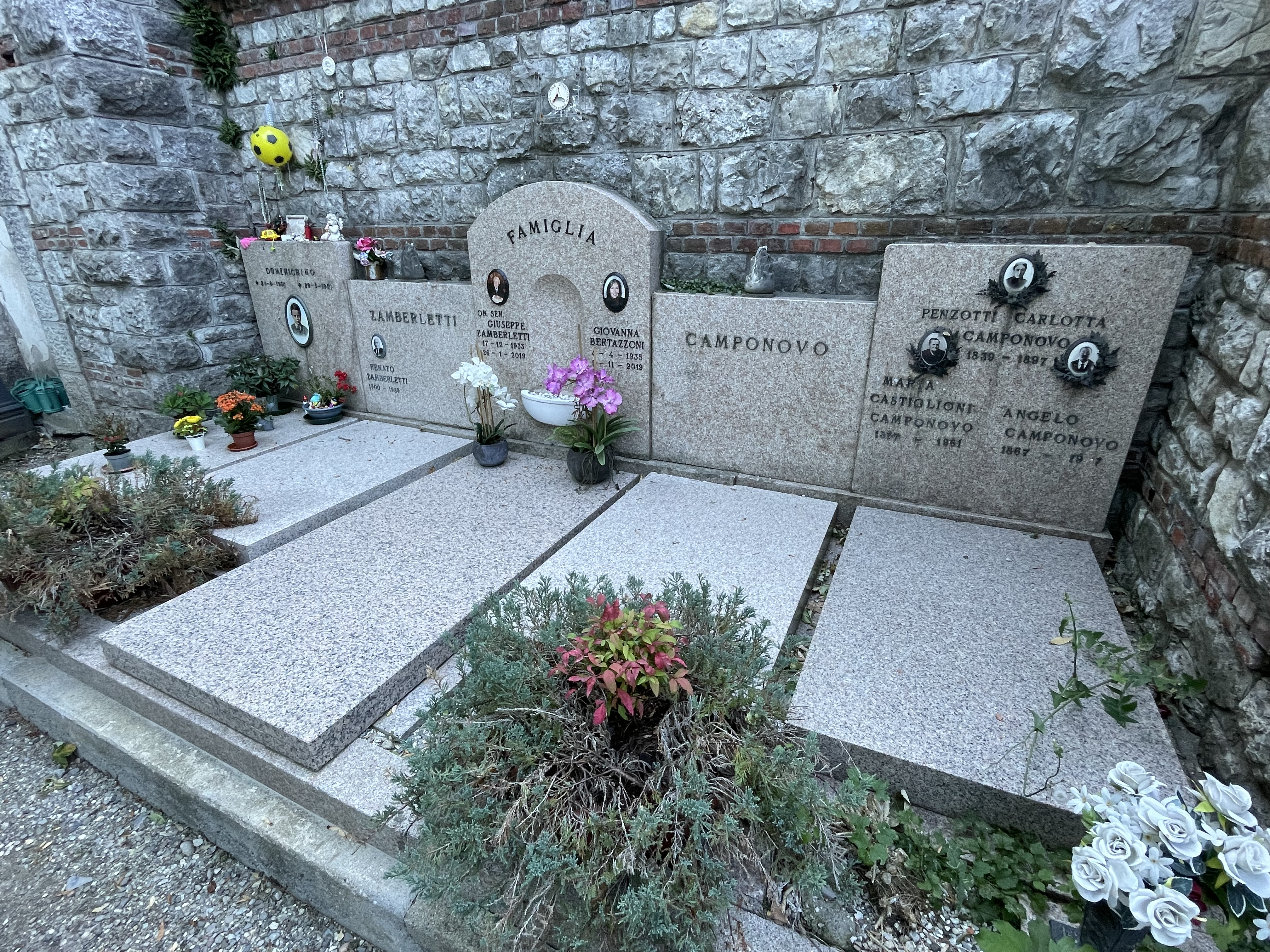
La tomba della famiglia Zamberletti

## Opere
- Giuseppe Zamberletti, La minaccia e la vendetta. Ustica e Bologna: un filo tra due stragi, editore Franco Angeli, 1995, ISBN 978-8820494803